# Marian Sobierajski
Marian Sobierajski (ur. 1947 r.) – polski inżynier elektryk. Absolwent Politechniki Wrocławskiej. Od 1996 r. profesor na Wydziale Elektrycznym Politechniki Wrocławskiej i jego dziekan (2005–2012).